# Lotpaste

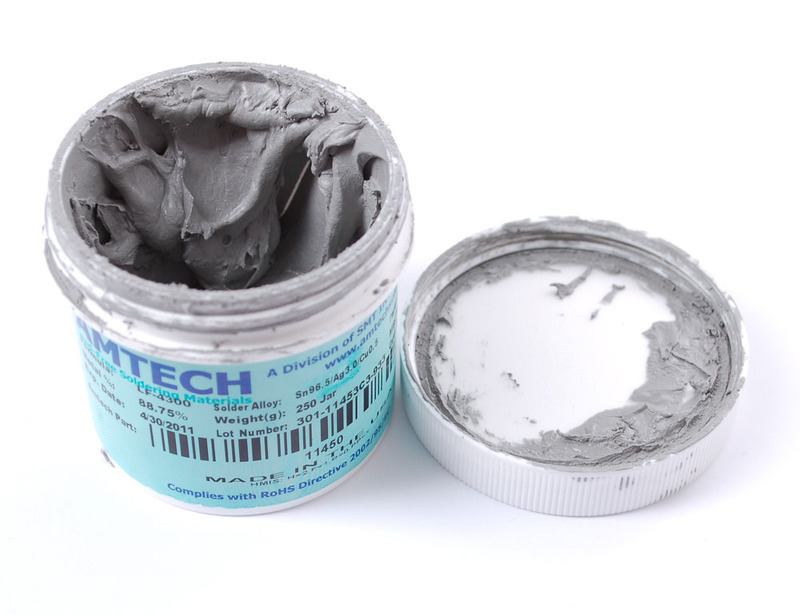
Tiegel mit Weichlotpaste, 88,75 % Lotanteil, RoHS, bleifrei

Lotpaste (auch: Lötpaste) ist eine pastöse Mischung aus Lotmetallpulver und Flussmittel und dient vorwiegend zum Löten oberflächenmontierbarer Bauelemente (SMD) in der Elektronikfertigung mittels Reflow-Löten. Weiterhin gibt es Lotpasten zum Hartlöten auf der Basis von Kupfer/Zink und Silber und zum Widerstandslöten.
Zum SMD-Löten in der Elektronikfertigung geeignete (Weich-)Lotpaste besteht grob näherungsweise zu 90 % aus Kügelchen einer Zinnlegierung und dem Rest, also 10 Prozent aus Flussmittel – jeweils in Massenprozent.
Da die Dichte des Lotmetalls ein Vielfaches der Dichte des Flussmittels (aus Harz, Öl, Lösemittel, Salz, Wasser) beträgt verhalten sich die Volumensanteile dieser zwei Komponenten grob etwa wie 1 : 1 – machen also jeweils etwa 50 Volumenprozent aus.
Heute ist Weichlot für Elektrik und Elektronik in Lotpaste wie generell bleifrei (RoHS) und besteht typisch aus 96,5 % Sn, 3,0 % Ag und 0,5 % Cu.

## Einteilung

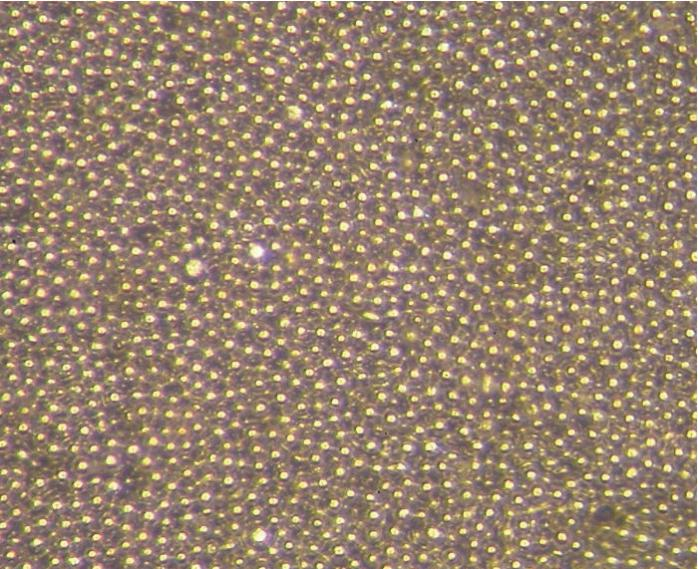
Stark vergrößertes Bild einer Lotpaste

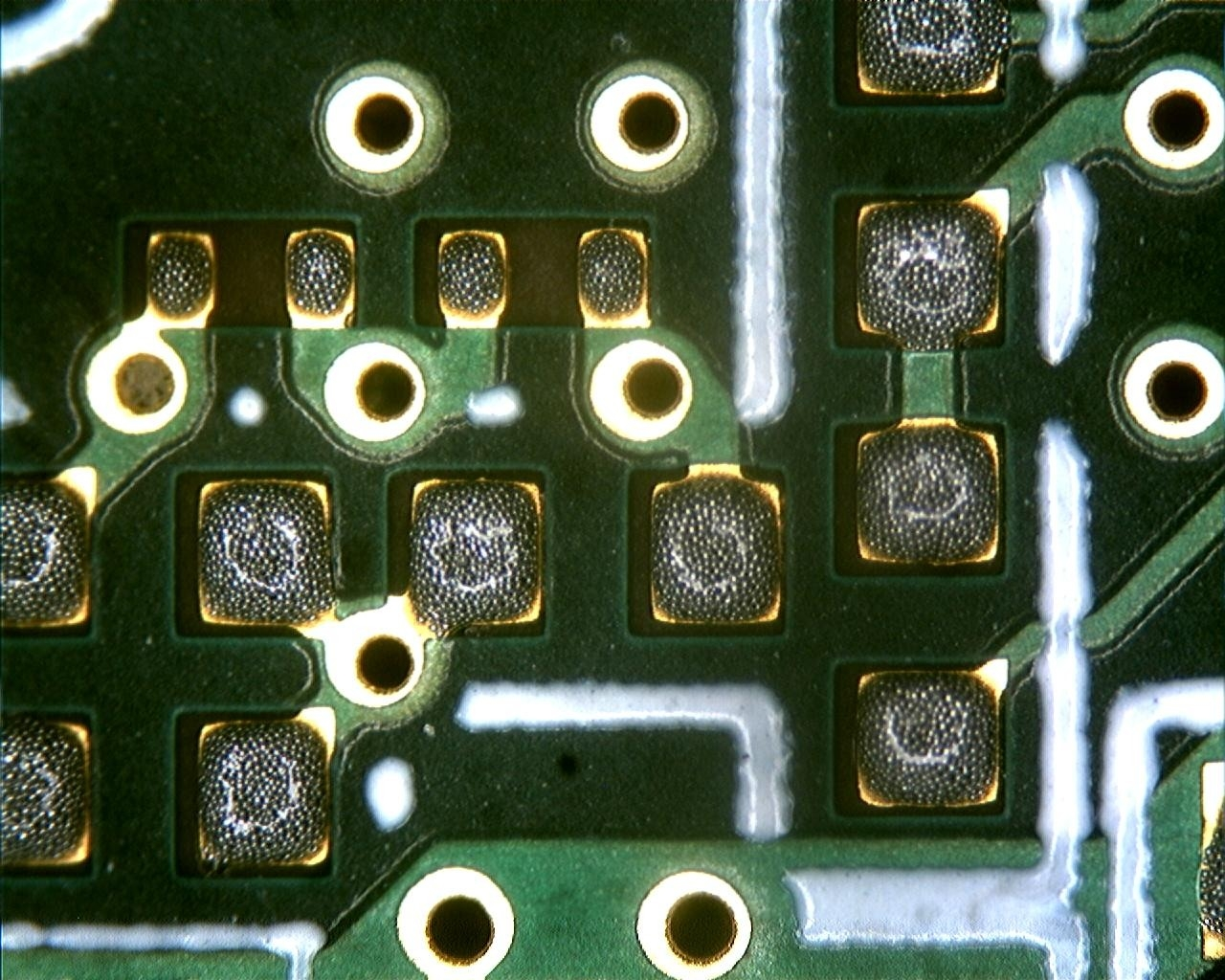
Leiterplatte mit aufgebrachter Lötpaste, vor der Bestückung der elektronischen Bauelemente

Lotpasten werden nach J-STD-005 über die Kugelgröße klassifiziert:
| Klasse | nicht größer als | max. 1 % größer als | min. 80 % zwischen    | max. 10 % kleiner als |
| ------ | ---------------- | ------------------- | --------------------- | --------------------- |
| Typ 1  | 160 µm           | 150 µm              | 150–75 µm             | 20 µm                 |
| Typ 2  | 080 µm           | 075 µm              | 075–45 µm             | 20 µm                 |
| Typ 3  | 050 µm           | 045 µm              | 045–25 µm             | 20 µm                 |
| Typ 4  | 040 µm           | 038 µm              | 038–20 µm             | 20 µm                 |
| Typ 5  | 030 µm (28 µm)   | 025 µm              | 025–10 µm (min. 90 %) | 10 µm                 |
| Typ 6  | 020 µm (18 µm)   | 015 µm              | 015–5 µm (min. 90 %)  | 05 µm                 |
| Typ 7  | 015 µm           | 011 µm              | 011–2 µm (min. 90 %)  | 02 µm (max. 1 %)      |
| Typ 8  | 011 µm           | 010 µm              | 08–2 µm               |                       |

Die Lotpaste wird im Sieb- oder Schablonendruckverfahren etwa 150 µm stark (abhängig vom Pastentyp, je feiner desto dünner) auf die Lötpads (Lötflächen) der Leiterplatte aufgetragen und anschließend werden die elektronischen Bauelemente auf die Leiterplatte bestückt (aufgeklebt oder nur in die Lotpaste gedrückt). Neben der typischen Schablonendicke von 150 µm werden je nach Anforderung teilweise auch dünnere Schablonen mit 120 µm, 100 µm und 80 µm verwendet. In diesem Fall wird beim Pastendruck weniger Lotpaste aufgetragen. Ist hingegen mehr Lotpaste erforderlich, so können Schablonen mit einer Dicke von 180 µm oder 200 µm verwendet werden.

## Löten
Danach wird die so bestückte Leiterplatte im Reflow-Lötverfahren gelötet, wodurch die Partikel der Lotpaste miteinander und mit den Pads und Bauteilkontakten verschmelzen. Das Flussmittel erleichtert den Schmelzvorgang, indem es die Oberflächenspannung senkt, Oxidation verhindert und eventuell vorhandene Oxidreste reduziert. Der flüchtige Anteil des Flussmittels verdampft beim Lötprozess. Der nichtflüchtige Anteil wird durch das flüssige Lot verdrängt und sammelt sich umlaufend um die Lötstelle an. Es bildet sich eine elektrisch gut leitfähige Lötverbindung zwischen den Bauelementen und den Lötpads. Das Volumen des geschmolzenen Lotes beträgt gegenüber der nicht aufgeschmolzenen Lotpaste etwa 50 Prozent.

## Lagertemperatur
Für (Weich-)Lotpaste wird gekühlte Aufbewahrung bei 1…10 °C empfohlen. Zum Verarbeiten soll sie auf 25 °C temperiert werden. Ein Erwärmen auf höhere Temperatur ist zu vermeiden. Beim Löten erfolgt ein Erhitzen auf typisch über 200 °C.